# Armia Sambry i Mozy
Armia Sambry i Mozy (franc.: Armée de Sambre-et-Meuse) jest jedną z najlepiej znanych armii francuskich z czasów Rewolucji. Została sformowana 29 czerwca 1794 roku z Armii Ardenów wzmocnionej lewym skrzydłem Armii Mozeli i prawym skrzydłem Armii Północy. 
W okresie późniejszym, po połączeniu z Armią Renu i Mozeli, stała się Armią Niemiec. 

## Przebieg działań
Po zdobyciu Tournai i Ostendy, Zgromadzenie Narodowe ogłosiło, że armia zasłużyła na odznaczenia. Sztandary armii zostały udekorowane kolejnymi wstęgami orderowymi po szturmie Brukseli, zdobyciu Maastricht i Aix-la-Chapelle. 
Armia Sambry i Mozy uczestniczyła w podboju Holandii, a w roku 1796 przekroczyła Ren i spotkała się z Austriakami nad rzeką Lahn.

## Dowódcy
Armia of Sambry i Mozy miała znakomitych dowódców w postaci takich generałów, jak Jean-Baptiste Jourdan i Jean Victor Marie Moreau, a przed rokiem 1796: Pierre Augereau